# Fernand Sanz
Fernando "Fernand" Sanz y Martinez de Arizala (Madrid, 28 de fevereiro de 1881 — Pau, 8 de janeiro de 1925) foi um ciclista olímpico espanhol naturalizado francês. Representou a França nos Jogos Olímpicos de Verão de 1900, em Paris, onde conquistou uma medalha de prata na prova de velocidade.